# De gesproken namen
De gesproken namen is een oorlogsmonument op het voormalige kamp Westerbork in Midden-Drenthe ter herinnering aan de 107.000 Joden en 245 Roma die vanuit Nederland gedeporteerd zijn naar de vernietigingskampen.
Het monument uit 2015 bestaat uit twee gerestaureerde goederenwagons van waaruit het hele jaar de namen en leeftijden van de gedeporteerden te horen zijn. De namen zijn ingesproken door verslaggevers en presentatoren van de NOS. Telkens worden vanaf de datum van een transport de namen van de bijbehorende transportlijst voorgelezen, net zo lang tot de datum van weer een transport aanbreekt en zo gaat het door, 97 transporten lang. Door deze klanken blijft de nagedachtenis aan de transporten in leven, jaar in, jaar uit.
De wagons zijn van hetzelfde type als die voor de deportaties gebruikt werden. Ze staan op een stuk treinspoor op de plek waar vroeger de trein vertrok vanuit Kamp Westerbork. De wagons herinneren hierbij aan de treinen die op deze plek naar de vernietigingskampen in het Oosten vertrokken en de onmenselijke manier waarop de Joden getransporteerd werden, dicht opeen gepropt in houten wagons.
Daarnaast worden iedere vijf jaar alle namen ter plaatse voorgelezen. Dit vindt plaats in de maand januari en duurt zes dagen en vijf nachten. Het voorlezen van de namen is live te volgen via sites van de lokale omroep RTV Drenthe en NOS.